# Verwertungsrecht
Verwertungsrecht ist im Urheberrecht das ausschließliche Recht des Urhebers eines Werkes, es zu vervielfältigen, zu verbreiten und öffentlich auszustellen.

## Allgemeines
Zu den Verwertungsrechten gehört auch die Befugnis, das Werk in unkörperlicher Form öffentlich wiederzugeben (§ 15 II 1 UrhG). Hierzu zählt das Vortrags-, Aufführungs- oder das Senderecht (§ 15 II 2 Nr. 1 UrhG). Der Urheber kann sein Erstverwertungsrecht durch öffentliche Aufführung selbst wahrnehmen. Die Verwertungsrechte sind in § 15 I, II UrhG (nicht abschließend) enumeriert und in den §§ 16 - 22 UrhG geregelt.
Das Verwertungsrecht ist ein absolutes Recht. Somit kann der Urheber anderen die Benutzung gegen oder ohne Vergütung erlauben oder verbieten. Der Gesetzgeber unterscheidet zwischen Verwertungsrechten in körperlicher (enumeriert in § 15 I UrhG) und in unkörperlicher Form (enumeriert in § 15 II UrhG) sowie zwischen Erst-, Zweit- und Drittverwertungsrechten.

## Verwertungsrechte in körperlicher Form
Zu den Verwertungsrechten in körperlicher Form gehören das Vervielfältigungsrecht, das Verbreitungsrecht und das Ausstellungsrecht. Alle mitsamt werden in § 15 I UrhG dem Urheber eingeräumt. Diese Liste der körperlichen Verwertungsrechte ist jedoch nicht abschließend. Anschließend werden diese drei Verwertungsrechte in den §§ 16 ff UrhG definiert. Aus diesen ergibt sich, dass charakteristisch für eine Verwertung körperlicher Form ist, dass das Werk körperlich festgelegt ist und in dieser Form der Öffentlichkeit zugänglich gemacht wird.

### Vervielfältigungsrecht
Das Vervielfältigungsrecht ist in § 16 I UrhG definiert: Es ist das Recht, von einem geschützten Werk Vervielfältigungen herzustellen. Unerheblich dabei ist, ob diese temporär oder permanent existieren, in welcher Anzahl oder in welchem Verfahren sie angefertigt wurden. Eine Vervielfältigung ist zum Beispiel der Buchnachdruck, die Fotokopie oder die Tonbandaufnahme. Der Vervielfältigungsbegriff umfasst im Prinzip „[…] jede körperliche Festlegung eines Werkes […], die geeignet ist, das Werk den menschlichen Sinnen auf irgendeine Weise unmittelbar oder mittelbar wahrnehmbar zu machen […].“ Zu den Vervielfältigungen zählen also nicht nur dem Original eins-zu-eins gleichende Nachbildungen, sondern auch „Werkumgestaltungen […], die […] sich […] noch im Schutzbereich des Originals befinden, weil dessen Eigenart in der Nachbildung erhalten bleibt und ein übereinstimmender Gesamteindruck besteht […].“
Vervielfältigungen werden durch eine Vielzahl von Schrankenregelungen legitimiert, z. B. § 44a die temporäre technisch erforderliche Kopie, § 51 Zitate oder § 53 die Kopie zum Privatgebrauch.

### Verbreitungsrecht
Das Verbreitungsrecht ist gemäß § 17 I UrhG das Recht, das Original oder Vervielfältigungsstücke der Öffentlichkeit anzubieten oder in den Verkehr zu bringen (ebenfalls öffentlich). Anbieten bedeutet etwa das Ausstellen von Werkstücken zum Verkauf. Inverkehrbringen ist die Eigentumsüberlassung (körperlich) des Werkstückes an Personen, die nicht zum Bekanntenkreis des Herstellers gehören. Der Begriff Öffentlichkeit wird in § 15 III UrhG definiert. Demnach ist eine Verbreitung öffentlich, wenn sie überwiegend an Personen gerichtet ist, mit denen der Hersteller keine persönliche Beziehung hat und diese auch nicht untereinander persönliche Verbundenheit eint.
In § 17 II UrhG wird der Erschöpfungsgrundsatz für das Verbreitungsrecht kodifiziert. Danach tritt Erschöpfung des Verbreitungsrechts für ein konkretes Werkexemplar ein, sobald es vom Berechtigten veräußert wurde. Darauffolgende Weiterveräußerungen oder gar die Zerstörung bedürfen keiner Zustimmung vom Hersteller. Er kann sich dann nicht mehr auf das Verbreitungsrecht berufen. Dieser Erschöpfungsgrundsatz gilt in Konsequenz der Warenverkehrsfreiheit europaweit. Eine äquivalente internationale Übereinkunft gibt es jedoch nicht. Nachdem der BGH im Jahr 1986 gemäß damaliger Rechtslage feststellte, dass die Erschöpfung uneingeschränkt eintrat, also eine Weitervermietung rechtens war, entschied sich der Gesetzgeber, die Vermietung von der Erschöpfung auszuschließen. Anwendungsfall ist z. B. die Videothek, die sich daher ein Vermietungsrecht von den Rechteinhabern einräumen lassen muss.
Zusammen mit dem Vervielfältigungsrecht bildet das Verbreitungsrecht das klassische Verlagsrecht, welches der Urheber dem Verleger einräumt.
§ 17 betrifft nur die körperliche Verbreitung. Im Falle des Internets oder anderer unkörperlicher Formen wird der § 19a UrhG angewandt.

## Verwertungsrechte in unkörperlicher Form
Die Verwertung in unkörperlicher Form umfasst insbesondere, d. h. auch diese Liste nach § 15 Abs. 2 UrhG ist nicht abschließend, das Vortrags-, Aufführungs- und Vorführungsrecht, das Recht der öffentlichen Zugänglichmachung, das Senderecht, das Recht der Wiedergabe durch Bild- oder Tonträger und das Recht der Wiedergabe von Funksendungen und von öffentlicher Zugänglichmachung. Bei der unkörperlichen Verwertung handelt es sich um verschiedene Arten der öffentlichen Wiedergabe. Eine Wiedergabe ist dann öffentlich, wenn sie gem. § 15 Abs. 3 UrhG für eine Mehrzahl von Mitgliedern der Öffentlichkeit bestimmt ist. Verwertungen in rein privatem Kreise fallen also nicht darunter.
Wenn der Urheber die Aufnahme seines Werkes auf Bild- oder Tonträger zugelassen hat, so kann weder er noch der Tonträgerhersteller die Sendung verbieten; er hat in diesem Falle der Zweitverwertung allerdings einen Anspruch auf angemessene Vergütung (§§ 76 Abs. 2, § 77 und § 82 UrhG).

## Erst-, Zweit- und Drittverwertungsrechte
Dem Erstverwertungsrecht sind die Zweit- und Drittverwertungsrechte nachgeordnet. Sie werden durch Verwertungsgesellschaften wahrgenommen. Diese haben hierfür einen Anspruch auf Vergütung kraft Gesetzes (§ 78 Abs. 2 UrhG). Bei Tonträgern (früher Schallplatten, heute CDs oder DVDs) oder Bildträgern ist die erstmalige Herstellung eines Tonträgers eine Erstverwertung (§ 15 Abs. 1 Nr. 1 UrhG), eine Zweitverwertung liegt etwa bei Kompilations-CDs (Sommerhits, Bravo Hits) vor. Zweitverwertung ist auch die Sendung eines Tonträgers im Radio, Drittverwertung die Wiedergabe der Radiosendung in einer Gastwirtschaft. In beiden Fällen werden – bei öffentlicher Aufführung – Gebühren fällig, die an die Verwertungsgesellschaft abzuführen sind.

## Hörfunk und Fernsehen
Insbesondere bei Sportveranstaltungen treten Hörfunk und Fernsehen wegen des öffentlichen Interesses bei den Sportveranstaltern zwecks Wahrnehmung von Übertragungsrechten auf. Die Sportveranstalter sind Rechteinhaber und damit Lizenzgeber. Hier werden keine Verwertungsgesellschaften eingeschaltet, sondern die Verhandlungen über die Lizenzzahlungen finden zwischen dem Rechteinhaber und den Rundfunk- und Fernsehanstalten direkt statt.
Dabei kann der Rechteinhaber wählen, ob er Exklusivrechte, Erst-, Zweit- und Drittverwertungsrechte oder nachrichtliche Berichterstattungsrechte vergibt. Bei Exklusivrechten gibt es nur einen einzigen Lizenznehmer, der das Ereignis ausschließlich übertragen darf, andere werden vollkommen ausgeschlossen. Von Erstverwertung wird im Hörfunk und Fernsehen gesprochen, wenn ein Hörfunk- oder Fernsehsender das Recht von einem Veranstalter eingeräumt bekommt, urheberrechtlich geschützte Sportaufführungen gegen Entgelt exklusiv auszustrahlen. Das Erstverwertungsrecht garantiert dem lizenznehmenden Sender, exklusiv live oder zeitversetzt von einem bestimmten Sportereignis zu berichten. Damit dürfen alle anderen Fernsehsender über diese Aufführungen nur noch im Rahmen von Nachrichtensendungen berichten.
Beispielsweise besitzt die ARD-Sportschau die Erstverwertungsrechte an der Ersten Fußball-Bundesliga, das ZDF hat sich die – zeitversetzten – Zweitverwertungsrechte gesichert, während das DSF die Erstverwertungsrechte für Sonntagsspiele besitzt. Eine Sublizenzierung ist möglich, wobei der Inhaber der Erstverwertungsrechte einem anderen Fernsehsender entgeltlich das Übertragungsrecht einräumen kann. So soll Sky Deutschland für die Erstverwertungsrechte der Damen-Tennis-Ausscheidungsspiele in Wimbledon 2013 insgesamt 700.000 € an den Veranstalter gezahlt haben, forderte aber für die Sublizenz lediglich des Finales von der ARD 1,5 Millionen €. Die ARD hat die Verhandlungen mit Sky preisbedingt beendet.
Andere Fernsehsender dürfen dann kostenlos nur im Rahmen der Kurzberichterstattung von 90 Sekunden hierüber berichten. Es ging im Fall vor dem EuGH um Sky Österreich, die die Erstverwertungsrechte für die Europa League besaßen und durch die österreichische Regulierungsbehörde KommAustria verpflichtet wurden, dem ORF eins das kostenlose Recht auf Kurzberichterstattung entsprechend der österreichischen Richtlinie über audiovisuelle Mediendienste einzuräumen. Der EuGH war der Auffassung, dass der Eingriff in das Eigentumsrecht von Sky Österreich gerechtfertigt sei, weil er dem Grundrecht auf Informationsfreiheit diene. Das BVerfG hatte die Kurzberichterstattung bereits 1998 zwar zugelassen, sie aber noch für kostenpflichtig gehalten.

## Einschränkungen der Verwertungsrechte
Die körperlichen und unkörperlichen Verwertungsrechte des Urhebers (§ 15 UrhG) gelten nicht uneingeschränkt. Für die Verwertungsrechte gibt es Einschränkungen zugunsten der Allgemeinheit, d. h. unter bestimmten Voraussetzungen darf die Allgemeinheit ein Werk ohne Zustimmung des Urhebers nutzen. Die Rechte des Urhebers werden beispielsweise durch Panoramafreiheit und Zitierfreiheit eingeschränkt.